# Quynh Tran
Nhat Quynh Tran, född 1 januari 1989, är en finlandssvensk författare och psykolog.
Quynh Tran kommer från en vietnamesisk familj som kom som kvotflyktingar till Jakobstad i Finland från ett flyktingläger i Malaysia. Han är uppvuxen i Jakobstad och har studerat på Biskops Arnös författarskola 2018–2019 och studerat psykologi vid Lunds universitet. Han arbetar 2022 som psykolog i Malmö. Quynh Tran debuterade 2021 som författare med romanen Skugga och svalka som vann flera litterära priser.

## Priser och utmärkelser
- Svenska Yles litteraturpris 2021 för Skugga och svalka
- Runebergspriset 2022 för Skugga och svalka
- Borås Tidnings debutantpris 2022 för Skugga och svalka
- Nominerad till Katapultpriset 2022 för Skugga och svalka